# 메타 언어
메타언어(metalanguage)는 대상을 직접 서술하는 언어 그 자체를 다시 언급하는 언어나 심볼(symbol)로서 고차언어(高次言語)라고도 한다. 메타 언어의 문장이나 절의 구조는 메타문법으로 기술된다.

## 대상언어와 메타언어
가령 ‘4＋4=8’이라는 등식이 있다고 가정했을 때, 이것 자체는 수(數)라는 대상에 관해 말한 대상언어이나 ‘4＋4=8은 산수의 명제이다’는 메타언어이다. 이처럼 차원이 낮은 제1의 언어를 대상언어(對象言語)라고 하며 여기서 대상 언어의 진위여부에 대해 다시 한 번 언급 하는 언어가 메타언어가 된다. 대상언어는 ‘눈은 하얗다’ 또는 ‘1: 2번 문장은 참이다’와 같이 참, 거짓의 판별을 포함하는 문장일 수도, 그렇지 않을 수도 있으며 이러한 대상언어의 참, 거짓을 판별하는 메타언어는 ‘눈이 하얗다는 것은 참이다’, ‘2: 1번 문장은 참이다’와 같이 대상언어 전체를 그 속에 포함하고 있다. 따라서 대상언어보다 훨씬 길고 상세하게 서술된다. 또한 메타언어와 대상언어 양자는 상대적인 것이어서 메타언어라 할지라도 보다 높은 메타언어에 대해서는 대상언어가 될 수 있다. 예를 들어 A: 서로 평행인 두 직선은 영원히 서로 만나지 않는다. B: A 문장은 참이다. C: B 문장은 참이다와 같은 세 개의 문장이 있다고 가정해보자. A문장은 단순히 기하학적 대상에 관한 정리를 나타낸 것으로서 이것의 진위여부를 서술하는 B문장에 대해서 대상언어이자 목표언어가 되고 따라서 B문장은 A문장에 대한 메타언어가 된다. 마찬가지로 B문장의 진위여부를 나타내는 C문장은 B문장에 대한 메타언어가 되고 B문장은 C문장에 대한 대상언어가 된다. 이러한 언어의 계층성은 사다리에 비유하여 설명할 수 있는데 사다리의 각 단은 위의 단에 대한 대상언어가 되며 사다리의 맨 첫째 단을 제외한 모든 단은 밑의 단에 대한 메타언어가 되는 것이다. 이처럼 메타언어와 대상언어의 계층 고리는 무한대로 이어질 수 있다.

## 종류
메타언어는 모리스가 명명한 기호학의 3분야, 즉 통사론·의미론·화용론에 따라서 유형화될 수 있다.

## 개념의 등장 배경
메타언어는 다양한 거짓말쟁이의 역설을 해결하는 과정에서 도입된 개념이다. 고대 그리스시대에 탄생된 역설인 에우불리데스(Εὑβουλίδης)의 역설부터 대표적인 집합론적 역설의 하나인 러셀의 역설과 의미론적 역설의 하나인 이발사의 역설 등까지 오랫동안 정확히 참 또는 거짓으로 증명할 수 없어 해결 불가능한 난제로 여겨져 왔던 다양한 거짓말쟁이의 역설들은 20세기 폴란드의 논리학자이자 수학자인 알프레트 타르스키에 의해 해결되었다. 그는 어떤 사실에 대해 말하는 말과 그것에 대해 다시 말하는 말이 서로 계층을 달리한다는 사실을 깨닫지 못해 두 언어를 분리하여 인식하지 못하는 것으로부터 거짓말쟁이의 역설과 같은 논리적 모순이 발생한다고 설명하였다. 이 과정에서 타르스키는 전자의 말을 후자의 말의 목표가 되는 대상언어로, 후자의 말은 전자의 말을 다시 한 번 서술하는 메타언어로 규정하였다.

## 같이 보기
- 범주론
- 메타 커뮤니케이션
- 메타윤리학
- 메타픽션
- 메타철학
- 준언어
- 자기언급